# Wilhelm Widder
Wilhelm Widder (* 1879 in Kitzingen; † 1954 in Würzburg) war ein deutscher Lehrer und Mundartdichter. Er schrieb überwiegend im unterostfränkischen Dialekt seines Geburtsortes Kitzingen.

## Leben
Wilhelm Widder wurde im Jahr 1879 in Kitzingen geboren, das damals kreisunmittelbare, bayerische Stadt war. Er absolvierte an der Julius-Maximilians-Universität Würzburg ein Mathematikstudium, das er im Jahr 1908 mit der Promotion über „Untersuchungen über die allgemeinste lineare Substitution mit vorgegebener p-ter Potenz“ abschloss. Widder blieb der Forschung Zeit seines Lebens verbunden und veröffentlichte immer wieder mathematische Aufsätze. Bis zu seiner Pensionierung arbeitete er allerdings als Gymnasialschullehrer für Mathematik.
Zunächst wurde Widder in Würzburg als Lehrer eingesetzt. Am Wirsberg-Gymnasium ist er im Jahr 1916 nachweisbar. Bereits in dieser Zeit trug Widder in Form von Aufsätzen zu den Jahresberichten des Gymnasiums bei, die zumeist jedoch wissenschaftlichen Inhalt hatten. Zuvor erschien 1902 mit „Landsleut“ das Erstlingswerk in Mundartprosa. Weitere literarische Werke sind erst wieder aus den 1920er Jahren überliefert. Zwischen 1932 und 1937 leitete er als Oberstudiendirektor die Oberrealschule in Hof. Wilhelm Widder starb im Jahr 1954 in Würzburg, die ältere Literatur geht davon aus, dass er während einer Kur in Bad Neustadt an der Saale starb.

## Werke (Auswahl)
Wilhelm Widders Texte entstanden in der unterostfränkischen Mundart seiner Geburtsstadt Kitzingen. Er thematisierte die Bewohner der Stadt in mehreren Werken, wobei seine Gedichte insbesondere von Originalen und Typen aus der Stadt handeln. Kitzingen ist nicht selten auch der Schauplatz seiner Werke. Neben Prosatexten und Gedichten schuf Widder auch kurze Stücke, die teilweise in Hochsprache geschrieben wurden. 
- Untersuchungen über die allgemeinste lineare Substitution mit vorgegebener p-ter Potenz. Diss. Würzburg 1909.
- Gesichte des Wanderers. Gedichte. Deutscher Verlag, Würzburg 1920.
- Ella Heiden. Ein Schauspiel. Drei-Zinnen-Verlag, Würzburg 1922.
- mit Alfred Buchner, Karl Schemmrich: Heimat am Main zwischen Schweinfurt und Kitzingen. Mainfränkisches in Mundart und Schriftsprache. Gerolzhofen 1953.
- Landsleut. Heitere Geschichten aus Franken. Verlag Siegfried Greß, Marktbreit 1979, ISBN 978-3-920094-20-5.